# Hendrikus Smeets

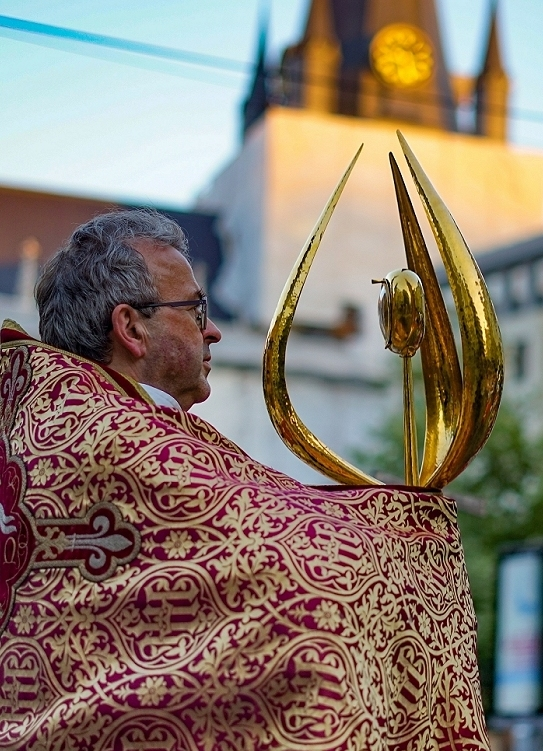
Hendrikus Smeets während der Fronleichnamsprozession 2019

Bischofswappen von Hendrikus Smeets

Hendrikus Marie Gerardus Smeets, genannt Harrie, (* 22. Oktober 1960 in Heerlen; † 20. Dezember 2023 in Roermond) war ein niederländischer Geistlicher und römisch-katholischer Bischof von Roermond.

## Leben
Hendrikus Smeets erwarb zunächst 1985 einen Mastergrad in niederländischer Literatur an der Universität Utrecht und studierte anschließend Philosophie und Theologie am Priesterseminar in der Abtei Rolduc. Er empfing am 13. Juni 1992 das Sakrament der Priesterweihe für das Bistum Roermond.
Er war von 1991 bis 1994 Kaplan in Weert-Boshoven und von 1994 bis 1997 Kaplan in Thorn und Wessem. Von 1997 bis 2003 war er Pfarrer in Maastricht-West. 2004 wurde er Pfarrer und Dekan in Venray. 2015 wurde er außerdem zum Domkapitular ernannt und war Mitglied der diözesanen Kommission für den Einsatz der Geistlichen. Darüber hinaus leitete er das Pilgerwerk für die Provinz Limburg.
Papst Franziskus ernannte ihn am 10. Oktober 2018 zum Bischof von Roermond. Der Bischof von Rotterdam und Vorsitzender der niederländischen Bischofskonferenz, Hans van den Hende, spendete ihm am 8. Dezember desselben Jahres die Bischofsweihe in der Christoffelkathedraal von Roermond. Mitkonsekratoren waren sein Amtsvorgänger Frans Wiertz und Everardus Johannes de Jong, Weihbischof in Roermond. Sein Wahlspruch war „Liebe die Menschen in Gottes Namen“.
Smeets engagierte sich für zahlreiche Sozialprojekte im Heiligen Land. 2010 wurde er von Kardinal-Großmeister John Patrick Foley zum Ritter und 2019 von Kardinal-Großmeister Edwin Frederick O’Brien zum Großkreuzritter des Ritterordens vom Heiligen Grab zu Jerusalem ernannt.
Am 10. August 2023 nahm Papst Franziskus das von Hendrikus Smeets aus Krankheitsgründen eingereichte Rücktrittsgesuch an. Smeets starb am 20. Dezember 2023 im Alter von 63 Jahren in Roermond an den Folgen eines Hirntumors, der bei ihm im Jahr 2021 festgestellt worden war.